# أنوشكا رانجان
أنوشكا رانجان عارضة وممثلة للأفلام الهندية. وقد صممت أزياء للمصممين مثل مانيش مالهوترا، وفيكرام فانيس، ونيتا لولا، وبريا كاتاريس بوري، وبابيتا مالكاني، وإيمي بيليموريا، ظهرت لأول مرة في السينما الهندية مع الكوميديا الرومانسية، ويدينغ بولاف، في أكتوبر 2015، كان لها ظهور ودي في باتي جول متر تشالو من بطولة شاهيد كابور وإخراج شري نارايان سينغ، كانت سفيرة للعلامة التجارية الفاخرة «فارونا دي جاني».

## وصلات خارجية
- أنوشكا رانجان على موقع IMDb (الإنجليزية)
- أنوشكا رانجان على موقع قاعدة بيانات الأفلام العربية